# Gábor Hárspataki
Károly Gábor Hárspataki (Budapest, 27 febbraio 1996) è un karateka ungherese, vincitore della medaglia di bronzo ai Giochi olimpici estivi di Tokyo 2020 nella categoria fino a 75 kg.

## Palmarès
- Giochi olimpici

Tokyo 2020: bronzo nei -75 kg;
- Giochi europei

Minsk 2019: bronzo nei -75 kg;
- Europei

İzmit 2017: bronzo nei -75 kg;
Novi Sad 2018: argento nei -75 kg;